# 羅中
羅中（1462年—？），字道原，廣東廣州府東莞縣人，軍籍，明朝政治人物。

## 生平
弘治二年（1489年）己酉科廣東鄉試第十七名舉人。弘治六年（1493年）中式癸丑科會試第二百五十六名，二甲第五十六名進士。起用兵部郎中，正德九年（1514年）三月升江西布政司左參議。

## 家族
曾祖羅永光；祖父羅晟富；父羅元信，母翟氏。具慶下。